# Нітхан Кхун Буром
«Нітхан Кхун Буром» (або Нідан Кхун Булом, буквально «Історія про Кхунбурома») — лаоська хроніка, присвячена в основному королівству Лансанг і є одним з найважливіших джерел з історії Лаосу цього періоду. Вона створена в  Луангпхабанзі в 1503 році.
Хроніка починається з міфу про те, як боги влаштували потоп, знищивши старе людство за гріхи, і зберігши життя трьом вождям. Після цього вони заселили землю заново людьми з гарбузів-горлянок. Оскільки нові люди також не дотримувалися вказівок богів, для управління ними був посланий син  Індри Кхунбуром. Прямими нащадками його старшого сина називаються Фангум і королі Лансангу, що походять від нього, тоді як династії навколишніх держав, у тому числі Аюттхаї, Ланна і Пегу походять від молодших синів Кхунбурома. Хроніка закінчується описом подій XV ст.

## Ресурси Інтернету
- Wajuppa Tossa. Lao Folk Literature Course. Chapter 4: Folk Epics. На сайті Center for Southeast Asian Studies, Northern Illinois University
- Nithan Khun Borom на answers.com